# Władcy Flandrii

Herb Władcy Flandrii według herbarzu Geldrii

## Dynastia flandryjska
Tytuł hrabiów Flandrii został ustanowiony w roku 862 przez króla Karola II Łysego, pierwszym hrabią flandryjskim został Baldwin I Żelazne Ramię, jest on tym samym założycielem dynastii flandryjskiej.
| # | Imię                     |          | Lata życia     | Lata życia            | Czas rządów     | Czas rządów     | Rodzice                            |
| # | Imię                     | Urodzony | Zmarł          | Od                    | Do              |                 | Rodzice                            |
| - | ------------------------ | -------- | -------------- | --------------------- | --------------- | --------------- | ---------------------------------- |
| 1 | Baldwin I Żelazne Ramię  |          | ?              | 879 Arras             | 862             | 879             | Odakar ?                           |
| 2 | Baldwin II Łysy          |          | ok. 865        | 10 września 918       | 879             | 10 września 918 | Baldwin I Żelazne Ramię Judyta     |
| 3 | Arnulf I Wielki          |          | ok. 893/9      | 27 marca 964          | 10 września 918 | 27 marca 965    | Baldwin II Łysy Aelfthryth         |
| 4 | Baldwin III              |          | ok. 940        | 1 stycznia 962        | 958             | 1 stycznia 962  | Arnulf I Wielki Adela z Vermandois |
| 5 | Arnulf II Młodszy        |          | ok. 961        | 30 marca 987 Gandawa  | 27 marca 965    | 30 marca 987    | Baldwin III Matylda Saska          |
| 6 | Baldwin IV Brodaty       |          | 980            | 30 maja 1035          | 30 marca 987    | 30 maja 1035    | Arnulf II Młodszy Rozala Włoska    |
| 7 | Baldwin V                |          | ok. 1012 Arras | 1 września 1067 Lille | 30 maja 1035    | 1 września 1067 | Baldwin IV Brodaty Otgiva          |
| 8 | Baldwin VI               |          | ok. 1030       | 17 lipca 1070         | 1 września 1067 | 17 lipca 1070   | Baldwin V Adelajda Francuska       |
| 9 | Arnulf III Nieszczęśliwy |          | 1054           | 22 lutego 1071 Cassel | 17 lipca 1070   | 22 lutego 1071  | Baldwin VI Rychilda z Hainaut      |

- 1071–1093: Robert I Fryzyjski, stryj Arnulfa III, który odebrał hrabstwo Arnulfowi i jego bratu Baldwin II z Hainaut, hrabiemu Hainaut
- 1093–1111: Robert II Jerozolimski
- 1111–1119: Baldwin VII Hapkin

## Dynastia Estridsenów
- 1119–1127: Karol I Dobry, syn Adeli, córki Roberta I i żony Kanuta Świętego, króla Danii, wyznaczony przez Baldwina VII na następcę

## Dynastia normandzka
- 1127–1128: Wilhelm Clito, syn Roberta II Krótkoudego, księcia Normandii, mianowany przez Ludwika VI, króla Francji, hrabią Flandrii

## Dynastia Adalbertów
- 1128–1168: Thierry Alzacki, syn Gertrudy, córki Roberta I i Teodoryka II Mężnego, księcia Lotaryngii
- 1168–1191: Filip Alzacki
- 1191–1194: Małgorzata I Alzacka

## Dynastia flandryjska
- 1191–1194: Baldwin VIII
- 1194–1205: Baldwin IX, władca Cesarstwa Łacińskiego w Konstantynopolu
- 1205–1244: Joanna Flandryjska
  - 1212–1233: Ferdynand Portugalski
  - 1237–1244: Tomasz II z Piemontu
- 1244–1278: Małgorzata II Flandryjska
- 1247–1251: Wilhelm III de Dampierre, koregent

## Dynastia z Dampierre
- 1278–1304: Gwidon de Dampierre
- 1304–1322: Robert III Flandryjski
- 1322–1346: Ludwik I de Nevers
- 1346–1384: Ludwik II de Male
- 1384–1405: Małgorzata III Flandryjska
  - 1384–1404: Filip II Śmiały, również książę Burgundii

## Dynastia burgundzka (linia boczna Walezjuszów)
- 1405–1419: Jan bez Trwogi, również książę Burgundii
- 1419–1467: Filip III Dobry, również książę Burgundii
- 1467–1477: Karol II Zuchwały, również książę Burgundii
- 1477–1482: Maria I

## Habsburgowie
- 1482–1506: Filip IV Piękny
- 1506–1556: Karol III
- 1556–1598: Filip V
- 1598–1621: Izabela Klara Eugenia Habsburg i Albrecht VII Habsburg
- 1621–1665: Filip VI
- 1665–1700: Karol IV

## Burbonowie
- 1700–1713: Filip VII

## Habsburgowie
- 1713–1740: Karol V

## Dynastia habsbursko-lotaryńska
- 1740–1780: Maria II
- 1780–1790: Józef I
- 1790–1792: Leopold I
- 1792–1795: Franciszek I

W 1795 Flandria została wcielona do Francji. W latach 1815–1830 wchodziła w skład Królestwa Zjednoczonych Niderlandów. Od 1830 jest częścią Królestwa Belgii.

## Tytuł arystokratyczny
W Belgii tytuły hrabiów Flandrii nosili młodsi synowie panujących monarchów:
I kreacja
- 1840–1905: Filip Koburg, młodszy syn Leopolda I
- 1905–1909: Albert Koburg

II kreacja
- 1910–1983: Karol Koburg, młodszy syn Alberta I